# Professional'nyj Futbol'nyj Klub Central'nyj Sportivnyj Klub Armii 2011-2012
Questa voce raccoglie le informazioni riguardanti il Professional'nyj Futbol'nyj Klub CSKA nelle competizioni ufficiali della stagione 2011-2012.

## Stagione
In campionato, nella prima fase la squadra si classificò seconda a due punti dallo Zenit San Pietroburgo, ma nella seconda fase vide dapprima lo Zenit divenire irraggiungibile e poi subì la rimonta dello Spartak Mosca, concludendo al terzo posto e qualificandosi all'Europa League.
In Coppa di Russia, conobbe l'immediata esclusione per mano del Volgar'-Gazprom, club di seconda serie.
Meglio andò in Champions League: qualificata direttamente ai gironi, finì seconda dietro all'Inter, ottenendo l'accesso agli ottavi di finale. Qui, però, incontrò il Real Madrid da cui fu estromesso nel doppio confronto (pareggio casalingo e netta sconfitta esterna).

## Rosa
| N. |                           | Ruolo | Calciatore         |
| -- | ------------------------- | ----- | ------------------ |
| 1  | Russia (bandiera)         | P     | Sergej Čepčugov    |
| 2  | Lituania (bandiera)       | D     | Deividas Šemberas  |
| 3  | Svezia (bandiera)         | C     | Pontus Wernbloom   |
| 4  | Russia (bandiera)         | D     | Sergej Ignaševič   |
| 5  | Russia (bandiera)         | D     | Viktor Vasin       |
| 6  | Russia (bandiera)         | D     | Aleksej Berezuckij |
| 7  | Giappone (bandiera)       | C     | Keisuke Honda      |
| 8  | Costa d'Avorio (bandiera) | A     | Seydou Doumbia     |
| 10 | Russia (bandiera)         | C     | Alan Dzagoev       |
| 11 | Cile (bandiera)           | A     | Mark González      |
| 13 | Brasile (bandiera)        | D     | Mário Fernandes    |
| 14 | Russia (bandiera)         | D     | Kirill Nababkin    |
| 15 | Nigeria (bandiera)        | D     | Chidi Odiah        |

| N. |                                 | Ruolo | Calciatore         |
| -- | ------------------------------- | ----- | ------------------ |
| 17 | Russia (bandiera)               | C     | Pavel Mamaev       |
| 18 | Nigeria (bandiera)              | A     | Ahmed Musa         |
| 19 | Lettonia (bandiera)             | C     | Aleksandrs Cauņa   |
| 21 | Serbia (bandiera)               | C     | Zoran Tošić        |
| 22 | Russia (bandiera)               | C     | Evgenij Aldonin    |
| 24 | Russia (bandiera)               | D     | Vasilij Berezuckij |
| 25 | Bosnia ed Erzegovina (bandiera) | C     | Elvir Rahimić      |
| 26 | Liberia (bandiera)              | A     | Sekou Oliseh       |
| 29 | Corea del Sud (bandiera)        | C     | Kim In-Sung        |
| 35 | Russia (bandiera)               | P     | Igor' Akinfeev     |
| 42 | Russia (bandiera)               | D     | Georgij Ščennikov  |
| 89 | Rep. Ceca (bandiera)            | A     | Tomáš Necid        |

## Risultati

### Prem'er-Liga

#### Stagione regolare
| Mosca 13 marzo 2011 1ª giornata | CSKA Mosca | 2 – 0 referto | Amkar Perm' | Stadio Lužniki |

| Samara 25 maggio 2011 2ª giornata | Kryl'ja Sovetov Samara | 0 – 3 referto | CSKA Mosca | Stadio Metallurg (Samara) |

| Mosca 3 aprile 2011 3ª giornata | CSKA Mosca | 1 – 1 referto | Krasnodar | Stadio Lužniki |

| San Pietroburgo 10 aprile 2011 4ª giornata | Zenit San Pietroburgo | 1 – 1 referto | CSKA Mosca | Stadio Petrovskij |

| Chimki 17 aprile 2011 5ª giornata | CSKA Mosca | 2 – 0 referto | Rubin | Arena Chimki |

| Tomsk 24 aprile 2011 6ª giornata | Tom' Tomsk | 1 – 1 referto | CSKA Mosca | Trud Stadium |

| Mosca 30 aprile 2011 7ª giornata | CSKA Mosca | 0 – 1 referto | Spartak Mosca | Stadio Lužniki |

| Chimki 8 maggio 2011 8ª giornata | Dinamo Mosca | 2 – 2 referto | CSKA Mosca | Arena Chimki |

| Chimki 15 maggio 2011 9ª giornata | CSKA Mosca | 2 – 1 referto | Rostov | Arena Chimki |

| Nižnij Novgorod 21 luglio 2011 10ª giornata | Volga Nižnij Novgorod | 0 – 2 referto | CSKA Mosca | Stadio Lokomotiv |

| Chimki 29 maggio 2011 11ª giornata | CSKA Mosca | 1 – 1 referto | Kuban' | Arena Chimki |

| Groznyj 10 giugno 2011 12ª giornata | Terek Groznyj | 2 – 4 referto | CSKA Mosca | Achmat-Arena |

| Chimki 14 giugno 2011 13ª giornata | CSKA Mosca | 3 – 0 referto | Anži | Arena Chimki |

| Nal'čik 18 giugno 2011 14ª giornata | Spartak-Nal'čik | 0 – 2 referto | CSKA Mosca | Respublikanskij stadion Spartak |

| Chimki 22 giugno 2011 15ª giornata | CSKA Mosca | 3 – 1 referto | Lokomotiv Mosca | Arena Chimki |

| Perm' 26 giugno 2011 16ª giornata | Amkar Perm' | 0 – 2 referto | CSKA Mosca | Stadio Zvezda |

| Chimki 25 luglio 2011 17ª giornata | CSKA Mosca | 2 – 1 referto | Kryl'ja Sovetov Samara | Arena Chimki |

| Krasnodar 31 luglio 2011 18ª giornata | Krasnodar | 1 – 1 referto | CSKA Mosca | Stadio Kuban' |

| Chimki 6 agosto 2011 19ª giornata | CSKA Mosca | 0 – 2 referto | Zenit San Pietroburgo | Arena Chimki |

| Kazan' 13 agosto 2011 20ª giornata | Rubin | 1 – 1 referto | CSKA Mosca | Stadio Centrale di Kazan' |

| Chimki 20 agosto 2011 21ª giornata | CSKA Mosca | 3 – 0 referto | Tom' Tomsk | Arena Chimki |

| Mosca 28 agosto 2011 22ª giornata | Spartak Mosca | 2 – 2 referto | CSKA Mosca | Stadio Lužniki |

| Chimki 10 settembre 2011 23ª giornata | CSKA Mosca | 0 – 4 referto | Dinamo Mosca | Arena Chimki |

| Rostov sul Don 18 settembre 2011 24ª giornata | Rostov | 1 – 1 referto | CSKA Mosca | Stadio Olimp-2 |

| Chimki 24 settembre 2011 25ª giornata | CSKA Mosca | 3 – 1 referto | Volga Nižnij Novgorod | Arena Chimki |

| Krasnodar 2 ottobre 2011 26ª giornata | Kuban' | 0 – 0 referto | CSKA Mosca | Stadio Kuban' |

| Chimki 15 ottobre 2011 27ª giornata | CSKA Mosca | 2 – 2 referto | Terek Groznyj | Arena Chimki |

| Machačkala 23 ottobre 2011 28ª giornata | Anži | 3 – 5 referto | CSKA Mosca | Stadio Dinamo |

| Chimki 28 ottobre 2011 29ª giornata | CSKA Mosca | 4 – 0 referto | Spartak-Nal'čik | Arena Chimki |

| Mosca 6 novembre 2011 30ª giornata | Lokomotiv Mosca | 1 – 1 referto | CSKA Mosca | Stadio Lokomotiv |

#### Poule campionato
| Chimki 18 novembre 2011 31ª giornata | CSKA Mosca | 1 – 2 referto | Rubin | Arena Chimki |

| Machačkala 27 novembre 2011 32ª giornata | Anži | 2 – 1 referto | CSKA Mosca | Stadio Dinamo |

| Chimki 3 marzo 2012 33ª giornata | CSKA Mosca | 2 – 2 referto | Zenit San Pietroburgo | Arena Chimki |

| Mosca 9 marzo 2012 34ª giornata | CSKA Mosca | 1 – 1 referto | Dinamo Mosca | Stadio Lužniki |

| Mosca 19 marzo 2012 35ª giornata | Spartak Mosca | 1 – 2 referto | CSKA Mosca | Stadio Lužniki |

| Chimki 24 marzo 2012 36ª giornata | CSKA Mosca | 0 – 2 referto | Lokomotiv Mosca | Arena Chimki |

| Krasnodar 31 marzo 2012 37ª giornata | Kuban' | 1 – 1 referto | CSKA Mosca | Stadio Kuban' |

| Chimki 7 aprile 2012 38ª giornata | CSKA Mosca | 0 – 0 referto | Anži | Stadio Lužniki |

| San Pietroburgo 14 aprile 2012 39ª giornata | Zenit San Pietroburgo | 2 – 0 referto | CSKA Mosca | Stadio Petrovskij |

| Chimki 21 aprile 2012 40ª giornata | Dinamo Mosca | 1 – 0 referto | CSKA Mosca | Arena Chimki |

| Mosca 28 aprile 2012 41ª giornata | CSKA Mosca | 2 – 1 referto | Spartak Mosca | Stadio Lužniki |

| Mosca 2 maggio 2012 42ª giornata | Lokomotiv Mosca | 0 – 3 referto | CSKA Mosca | Stadio Lokomotiv |

| Chimki 8 maggio 2012 43ª giornata | CSKA Mosca | 0 – 0 referto | Kuban' | Arena Chimki |

| Kazan' 13 maggio 2012 44ª giornata | Rubin | 3 – 1 referto | CSKA Mosca | Stadio Centrale di Kazan' |

### Kubok Rossii
| Astrachan' 17 luglio 2011 Sedicesimi di finale | Volgar'-Gazprom | 1 – 0 referto | CSKA Mosca | Stadio Centrale di Kazan' |

### UEFA Champions League

#### Fase a Gironi
| Arbitro: | Benquerença |

|                      |           |                 |
| Sow 45’ Pedretti 57’ | Marcatori | 72’ 90’ Doumbia |

| Arbitro: | Thomson |

|                               |           |                                 |
| Dzagoev 45+4’ Vágner Love 77’ | Marcatori | 6’ Lúcio 23’ Pazzini 79’ Zárate |

| Arbitro: | Clattenburg |

|                           |           |  |
| Doumbia 29’ 86’ Cauņa 76’ | Marcatori |  |

| Trebisonda 2 novembre 2011, ore 20:45 CET | Trabzonspor      | 0 – 0 referto | CSKA Mosca | Hüseyin Avni Aker\| Arbitro: \| Undiano Mallenco \| |
| Arbitro:                                  | Undiano Mallenco |               |            |                                                     |

| Arbitro: | Kralovec |

|  |           |                               |
|  | Marcatori | 49’ (aut.) Berezutski 64’ Sow |

| Arbitro: | Fernández Borbalán |

|               |           |                            |
| Cambiasso 51’ | Marcatori | 50’ Doumbia 86’ Berezutski |

#### Fase ad eliminazione diretta
| Arbitro: | Kuipers |

|                 |           |                       |
| Wernbloom 90+3’ | Marcatori | 28’ Cristiano Ronaldo |

| Arbitro: | Lannoy |

|                                                      |           |           |
| Higuaín 26’ Cristiano Ronaldo 55’, 90+4’ Benzema 70’ | Marcatori | 77’ Tošić |